# 何塞·瑪利亞·奧雷利亞納
何塞·玛丽亚·奥雷利亚纳·平托（西班牙語：José María Orellana，1872年7月11日—1926年9月26日），是危地马拉军人、政治家，曾于1921年至1926年担任危地马拉总统。

## 政治生涯

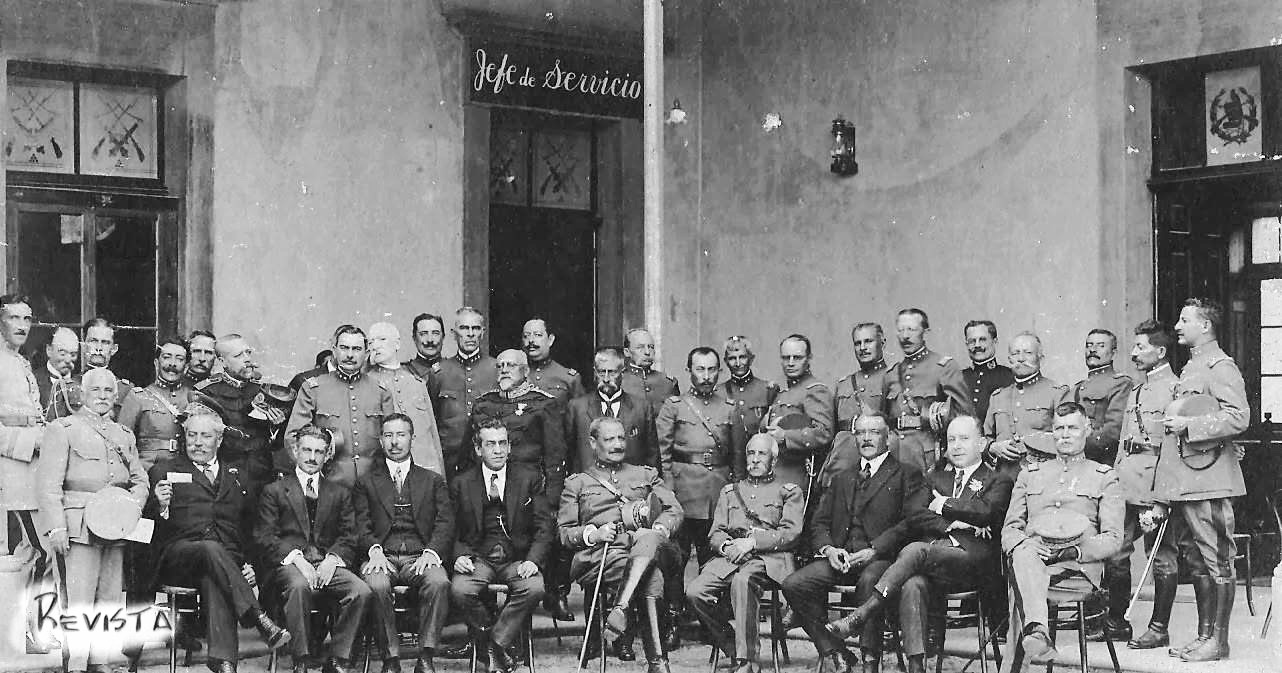
1921年奥雷利亚纳推翻卡洛斯·埃雷拉·伊鲁纳后与内阁成员的合影

奥雷利亚纳生于埃尔希卡罗的一个陆军军官家庭，毕业于危地马拉圣卡洛斯大学。成年后参军入伍，曾先后担任危地马拉土地委员会技术顾问、公共教育部长、国会议员、国家顾问以及高级政治官员，1921年12月，他在豪尔赫·乌维科等军官的支持下发动政变推翻卡洛斯·埃雷拉·伊鲁纳政府，成立临时政府，并出任临时总统，1922年参加选举，当选总统。在任期间，他主导建设了中央银行，进行福利改革，发展了国民教育。 并对巴里奥斯港工人、中美洲铁路公司工人反抗联合果品公司的罢工严厉镇压。
奥雷利亚纳在位期间另外一个重要举措就是改革币制，卡洛斯·沙卡桑（Carlos Zachrisson）被他委任为财政部长，在沙卡桑的支持下，自1925年起，危地马拉正式以危地马拉格查尔替代了旧货币危地马拉比索。

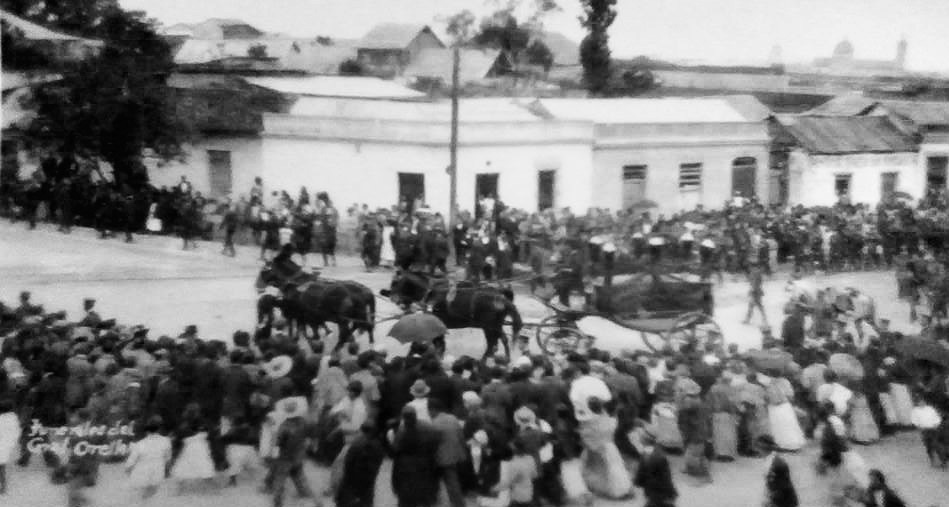
奥雷利亚纳总统的国葬

1926年9月26日，奥雷利亚纳总统在前往安地瓜度假时，在Manchén酒店因心脏病发作逝世，时年54岁，死后危地马拉政府为他举行国葬。军官拉萨罗·查孔·冈萨雷斯接替他成为新总统。
现在发行的危地马拉格查尔1元纸币上绘有他的头像。

## 註腳
1. ↑  Hernández de León 1930a.
2. ↑  Arévalo Martínez 1945，第178頁.
3. ↑  .   [2020-09-29]. （原始内容存档于2020-06-08）.
4. ↑  马继刚. . 《中国品牌与防伪》. 2010年, (10): 72–74.[]